# Mario Pierani
Mario Daniel Pierani Verstraete (Santa Isabel, Argentina, 30 de julio de 1978) es un exfutbolista argentino. En Coquimbo Unido y San Luis de Quillota, ha sido considerado un ídolo, debido a su habilidad de goleador.
En la actualidad es captador de fútbol joven de San Luis.

## Clubes
| Club                          | País      | Año       |
| ----------------------------- | --------- | --------- |
| Juventud Unida (Santa Isabel) | Argentina | 2000-2002 |
| Argentino (Rosario)           | Argentina | 2002      |
| Deportivo Español             | Argentina | 2003      |
| Tiro Federal                  | Argentina | 2003-2004 |
| Real Arroyo Seco              | Argentina | 2005-2006 |
| Central Córdoba (Rosario)     | Argentina | 2006-2008 |
| San Luis                      | Chile     | 2009-2011 |
| Coquimbo Unido                | Chile     | 2012-2014 |
| Everton                       | Chile     | 2014      |
| Rangers                       | Chile     | 2015      |
| Peñarol de Elortondo          | Argentina | 2015      |
| Sportivo Rivadavia            | Argentina | 2016      |

## Palmarés

### Campeonatos nacionales
| Título    | Club           | País  | Año    |
| --------- | -------------- | ----- | ------ |
| Primera B | San Luis       | Chile | 2009-C |
| Primera B | Coquimbo Unido | Chile | 2014   |

### Distinciones individuales
| Distinción                               | Año             |
| ---------------------------------------- | --------------- |
| Máximo goleador de la Primera B de Chile | Transición 2013 |